# Arum cordatum
Arum cordatum là một loài thực vật có hoa trong họ Ráy (Araceae). Loài này được (Kunth) Vell. mô tả khoa học đầu tiên năm 1831.